# Genf-Gletscher
Der Genf-Gletscher ist ein rund 100 km langer, schnell fließender Gletscher an der Hobbs-Küste im westantarktischen Marie-Byrd-Land. Er fließt nordnordöstlich der McCuddin Mountains in nördlicher Richtung zum westlichen Ausläufer des vorgelagerten Getz-Schelfeises, den er südwestlich der Dean-Insel erreicht. Er gehört zu einem von neun Gletschern in diesem Gebiet, die aufgrund der globalen Erwärmung besonders rasch abschmelzen. Die weiteren acht Gletscher sind der Rio-Gletscher, der Berlin-Gletscher, der Kyoto-Gletscher, der Bali-Gletscher, der Stockholm-Gletscher, der Paris-Gletscher, der Incheon-Gletscher und der Glasgow-Gletscher.
Namensgeberin ist seit 2021 die Schweizer Stadt Genf, 1979 Schauplatz der ersten Weltklimakonferenz.